# Poecilotheria pederseni
Poecilotheria pederseni là một loài nhện trong họ Theraphosidae.
Loài này thuộc chi Poecilotheria. Poecilotheria pederseni được miêu tả năm 2001 bởi Kirk.